# أبو الهول والمومياء الملعونة
أبو الهول والمومياء الملعونة هي لعبة فيديو أكشن ومغامرات صدرت عام 2003 طورتها شركة يوروكوم ونشرتها شركة تي إتش كيو لأجهزة نينتندو غيم كيوب وبلاي ستيشن 2 وإكس بوكس. تم إصدار نسخة للهواتف المحمولة في عام 2004. نشرت شركة تي إتش كيو نورديك نسخة معاد تصميمها بدقة عالية لأجهزة الكمبيوتر الشخصية في عام 2017، ونينتندو سويتش في عام 2019.
تدور أحداث اللعبة في عالم خيالي مستوحى من مصر القديمة، وتدور أحداثها حول الإله أبو الهول والمومياء الميتة توت عنخ آمون اللذين يعملان ضد مخططات الإله ست. وتتميز طريقة اللعب بأن كل شخصية تتنقل عبر بيئات تتضمن ألعاب المنصات والألغاز. وتتضمن أقسام أبو الهول القتال واستكشاف المناطق المفتوحة، بينما تركز أقسام توت عنخ آمون على الألغاز الأولية في معقل ست.
بدأ المشروع كفكرة فيلم رسوم متحركة في عام 1999، ثم تم اختياره كلعبة فيديو وبدأ الإنتاج في عام 2000. أراد الفريق التركيز على الاستكشاف والألغاز مع جمالية مصرية لعالمها وشخصياتها، تم حذف بعض عناصر طريقة اللعب والعديد من المناطق من اللعبة النهائية. تمت استعادة هذه العناصر إلى النسخة المعاد تصميمها عبر تعديلات أنشأها المعجبون. حظيت اللعبة باستقبال جيد بشكل عام بسبب طريقة لعبها وتصميمها الفني، لكنها بيعت بشكل سيئ.

## طريقة اللعب
هي لعبة فيديو أكشن ومغامرات يتولى فيها اللاعبون دور شخصيتين؛ نصف الإله أبو الهول، والمومياء غير الحية توت عنخ آمون.  تعتمد الانتقالات بين الشخصيتين على القصة، مع وجود مشاهد سينمائية تشير إلى التحول بين ابو الهول وتوت عنخ آمون.  يمكن لكلا الشخصيتين التفاعل مع المفاتيح والتقاط العناصر.
بصفته أبو الهول، يستكشف اللاعب بيئات المدينة والمناطق المفتوحة والأبراج المحصنة. يقاتل أبو الهول بالسيف بشكل أساسي ويكتسب العديد من الأدوات الإضافية طوال القصة، بما في ذلك الدرع، وأنبوب النفخ، والقفز المزدوج، والقفازات التي تمكنه من تحريك الأشياء الثقيلة، والخنافس التي يمكنها اصطياد الأعداء الضعفاء، والعنخ التي تزيد من صحته. في بعض المناطق، يمكن لأبو الهول لعب ألعاب صغيرة تعتمد على حفظ تسلسلات الألوان والرموز. تعمل الخنافس الموجودة في البيئة كعملة.
لا يستطيع توت عنخ آمون أن يموت أو يقاتل الأعداء، حيث تركز طريقة اللعب بدلاً من ذلك على حل الألغاز والتخفي. إن تلقي الضرر والتعرض لعناصر معينة يمكّنه من حل الألغاز وتنشيط المفاتيح في أماكن يصعب الوصول إليها بخلاف ذلك. يتم إلغاء هذه التأثيرات من خلال ملامسة الماء. تتضمن الألغاز تنشيط المفاتيح والتنقل عبر الأبراج المحصنة من خلال المنصات.

## حبكة
تدور أحداث رواية أبو الهول في أرض كانت موحدة ذات يوم، ثم انقسمت بسبب حرب قديمة إلى ممالك متعددة متصلة بواسطة بوابات قديمة. يرسل الكاهن إمحوتب تلميذيه، نصف الآلهة أبو الهول وحورس، إلى أرض أوروك المعادية لاستعادة سلاح يُدعى شفرة أوزوريس. يُقتل حورس المتغطرس على ما يبدو بعد أن تعرض الاثنان لهجوم بسلاح شعاعي من حصن الإله ست، ويسترد أبو الهول السيف. في مملكة الأقصر البشرية، يكتشف توت عنخ آمون الشاب مؤامرة يبدو أن شقيقه أخناتون يحيكها - في الواقع أخناتون هو ست المتنكر، الذي يحوله إلى مومياء. يصل أبو الهول ويعطل الطقوس، ويهرب إلى مدينة أبيدوس ليجد الممالك تحت الهجوم. يسافر أبو الهول إلى هليوبوليس، ويقابل حورس، الذي تبين لاحقًا أنه كان خاضعًا لسِت. بتوجيه من إمحوتب، يسعى أبو الهول للحصول على المساعدة من أنوبيس، الذي يطلب من أبو الهول استعادة التيجان المقدسة الأربعة التي تركها الآلهة بين الممالك.
تم استعادة تيجان أبيدوس وأوروك وهليوبوليس من عملاء متنكرين لسِت الذين يسعون إلى شل الممالك. وبالتوازي مع ذلك، أرسل إمحوتب جرار كانوبية تحتوي على قوة حياة توت عنخ آمون إلى قلعة أوروك عبر السلة المتحركة، حيث تمكن بعد إحيائه لفترة وجيزة من استعادة العناصر الرئيسية وتخريب بعض خطط ست. تم الكشف عن أن ست وشقيقه المنفي أوزوريس كانا ذات يوم كائنًا واحدًا، الإله رع، لكنهما انفصلا وأشعلا الحرب. من خلال جمع التيجان، يمتلك أنوبيس الوسائل لاستدعاء أوزوريس ودمج الاثنين مرة أخرى، وهو ما يعارضه ست. استعاد توت عنخ آمون تاج ست، لكن تم اكتشافه وألقي القبض عليه. سافر أبو الهول إلى أوروك وقاتل ست. مع هزيمة ست، اندمج أوزوريس معه واتحدا في هيئة رع، الذي أعطى توت عنخ آمون الجرة الأخيرة. كسر توت عنخ آمون الجرة عن طريق الخطأ، لكن إمحوتب أكد له أنهم سيستعيدون شكله البشري.

## روابط خارجية
- الموقع الرسمي